# Mårtsbo, Östervåla
Mårtsbo är en by i Östervåla socken, Heby kommun.
Mårtsbo omtalas i dokument första gången 1415 ("i marthinsbodhum"). 1492 dömdes jord i Mårtsbo som var värd nio mark till Jöns Mickelson från Per Eriksson i Mårtsbo. Jorden hade köpts för Jöns hustrus räkning. Under 1500-talet räknas Mårtsbo som en skatteutjord om 16 penningland till Offerbo. Den anges 1569 och 1590 som öde. Oklart Mårtsbo åter blir bebyggt, åtminstone 1599 finns en brukare här. Förleden är mansnamnet Martin.